# Antoni Estruch i Bros
Antoni Estruch i Bros (Sabadell, 17 d'abril de 1873 - Buenos Aires, 16 de setembre de 1957) fou un dels representants més destacats de la pintura historicista a Catalunya del segle xix, tot i que amb un cert retard, però a Sabadell era més conegut per les seves obres de caràcter religiós, de gran format, fetes sobretot sota el mecenatge del senyor Francesc de Paula Ponsà. És conegut sobretot per les dues obres que va pintar per encàrrec de la Caixa de Sabadell: Corpus de Sang (1907) i L'Onze de Setembre de 1714 (1909) amb la famosa caiguda de Rafael Casanova al Setge de Barcelona durant la Guerra de Successió Espanyola. Les va pintar poc abans de marxar definitivament cap a Buenos Aires l'any 1910, on va ocupar el càrrec de director de l'Escola de Belles Arts, i on va morir el 1957. Les seves germanes Josepa i Narcisa van cedir algunes de les seves obres i en té d'exposades al Museu d'Art de Sabadell.

## Biografia
De formació acadèmica, Estruch primerament freqüentà l'estudi de Joan Vila Cinca a Sabadell i després va anar a l'Escola de Belles Arts de Barcelona.
Malgrat la seva joventut, ràpidament s'integrà en el món artístic de Sabadell i el 1890 ja participava en l'exposició anual que l'Acadèmia de Belles Arts de Sabadell presentava a l'Ateneu Sabadellenc amb paisatges i marines pintats del natural, un oli de mitjà format amb un parc de Barcelona i dues còpies que quadres de l'escola italiana. El 1891 va participar en la I Exposició General de Belles Arts de Barcelona. L'any següent va guanyar a Llotja una borsa de viatge i el 1893 inicià una estada a l'Academia de Bellas Artes de San Fernando de Madrid. L'estiu d'aquest any, aprofitant les vacances estiuenques, va prendre part en l'exposició de la Festa Major de Sabadell.
L'any 1893 va participar en primera exposició de la Sala Parés, organitzada pel Cercle Artístic de Sant Lluc, amb un estudi a la ploma (núm. cat. 95). En aquell moment vivia al carrer del Rosal de Barcelona.
El 1894, abans de marxar cap a Roma, concorregué a la II Exposició General de Belles Arts de Barcelona amb un Retrato (cat. 26) i un dibuix a la ploma, Estudio. El viatge a Roma va ser possible gràcies a la intervenció de l'industrial sabadellenc Francesc de Paula Ponsà Cantí, que el pensionà. Estruch va romandre vuit anys a l'estranger –Roma, París i Palestina–, durant els quals la seva pintura es nodrí d'una temàtica historicista i religiosa.
Una de les primeres ocasions en què els sabadellencs van poder veure aquests tipus de quadres va ser el juliol de 1896, quan va tornar a la ciutat durant alguns mesos. Coincidint amb aquesta estada, va fer una exposició a l'Ateneu Sabadellenc, on es mostraven les obres que havia fet a Roma i que havia enviat al seu mecenes, el senyor Ponsà. Totes les obres exhibides eren de caràcter religiós: San Domingo de Guzmán, Santa Teresa de Jesús, San Juan de Dios, San José de Calasanz, La fe, La esperanza, San Vicente de Paula asistiendo a Luis XIII...
L'any 1900 Antoni Estruch era a Sabadell, després d'haver estat un temps a Palestina documentant els llocs de la vida de Jesús, amb el patrocini del senyor Ponsà. Sembla que va tornar amb uns 150 estudis i paisatges del natural, que després utilitzaria per a la sèrie sobre la vida de Jesús. L'any següent estava a Roma, on va estar pintant els olis d'aquesta sèrie, tot i que sembla que alhora obtingué un cert reconeixement, va rebre altres encàrrecs i va fer diversos contactes.
Posteriorment, el 1903 de nou va mostrar les seves obres, primer a l'Acadèmia Catòlica de Sabadell i després a la Sala Parés de Barcelona, amb una important repercussió entre la crítica del moment. Eren peces sobre la vida de Jesús de gran format, que havien de decorar la casa dels Ponsà, i els estudis preparatoris –una vuitantena– que el pintor havia fet després de prendre apunts del natural en llocs tan diversos com Roma, París o Palestina. S'hi exposaren La fugida d'Egipte, El Naixement, L'Adoració, El Baptisme, Jesús al Desert, A Déu el que és de Déu i al Cèsar el que és del Cèsar, Entrada a Jerusalem, Jesús discutint amb els Doctors, Jesús i la Samaritana, El camí del Calvari i La Resurrecció. El procés de realització d'aquestes obres va ser lent, ja que s'havia iniciat el 1895, quan va rebre l'encàrrec del senyor Ponsà.
Amb posterioritat a aquesta sèrie sobre la vida de Jesucrist, Estruch va començar a pintar quadres de temàtica històrica que li proporcionaren una certa fama. Tres bons exemples d'aquesta pintura són Una manifestació obrera (1904), Corpus de Sang (1907) i  L'Onze de Setembre de 1714 (1907). Aquest darrer es va presentar en públic a la Sala Parés el 1909. A més d'aquestes obres de grans dimensions, Estruch va dedicar-se a pintar peces de petit format ambientades en els mateixos escenaris que havia utilitzat en la sèrie sobre Jesucrist o bé a conrear el paisatgisme. L'esgotament d'idees del pintor sembla evident si tenim en compte que també va confegir una col·lecció d'aiguaforts centrats en la biografia de Jesucrist.
En aquests anys, la seva activitat artística es va reduir molt i poc després de la presentació pública de L'Onze de Setembre de 1714 va marxar a l'Amèrica del Sud. Així doncs, el 14 de gener de 1910, emprenia el viatge cap a Buenos Aires gràcies a un préstec que havia obtingut de la Caixa de Sabadell. A Buenos Aires ocupà la plaça de director de l'Escola de Belles Arts, es dedicà al vitrall artístic i continuà pintant, majoritàriament, retrats de cavallet.
Tot i així, figura entre els artistes que l'any 1915 van participar en la contraexposició de caràcter acadèmic que l'Acadèmia de Belles Arts de Sabadell va organitzar a l'antic teatre de la Lliga Regionalista, com a resposta i confrontació amb les idees de l'exposició Art Nou Català que simultàniament es presentava a la ciutat.
En el darrer quart del segle xix Estruch havia estat considerat com un pintor molt prometedor. Tot feia preveure que seria un destacat artista i alguns crítics veien en ell un nou Marià Fortuny i Marsal però, a poc a poc, aquestes expectatives es van anar desinflant. La raó principal fou que la seva obra quedà ancorada en el passat i resultava clarament anacrònica respecte a les realitzacions dels seus contemporanis, sobretot si se la comparava amb la dels modernistes, que irrompien amb força en aquell moment.

## Obres
El Museu d'Art de Sabadell conserva vint-i-dues obres d'Antoni Estruch, de les quals sis estan exposades a la col·lecció permanent. La Biblioteca Museu Víctor Balaguer també guarda obra seva.
Altres obres són:
- El somni de la Verge (cap a 1894)
- Sant Sopar (cap a 1903-1904)
- Manifestació per la República (1904)
- Corpus de Sang (1907)
- Via Dolorosa (1907)
- L'Onze de Setembre de 1714 (1909)
- Decoració pictòrica del "Santuario de María Auxiliadora de Rodeo del Medio, Mendoza" (1910)[13]
- Paisatge amb riu (dècada del 1920)[14]
- Dona resant entre les flors (dècada del 1920)[14]

## Exposicions
- 1891. Primera Exposició General de Belles Arts, Barcelona. Obres: olis Paisaje (cat. 182) i Primavera (cat. 183).[15]
- 1893. Segona Exposició General de Belles Arts, Barcelona.
- 1894. Segunda Exposición General de Bellas Artes. Palau de Belles Arts, Barcelona.[16]
- 1896. Ateneu Sabadellenc, Sabadell.
- 1903. Acadèmia Catòlica, Sabadell.
- 1903. Sala Parés, Barcelona.[17]
- 1915. Exposició 1915. Acadèmia de Belles Arts de Sabadell, antic teatre Lliga Regionalista de Sabadell.[18]
- 1952. Exposició sobre temes eucarístics, Acadèmia Catòlica de Sabadell.[19]
- 1956. Les primeres passes de la cultura a Sabadell, Acadèmia de Belles Arts de Sabadell.[19]